# Cantone di Allonnes (Sarthe)
Il Cantone di Allonnes era una divisione amministrativa dell'arrondissement di Le Mans.
È stato soppresso a seguito della riforma complessiva dei cantoni del 2014, che è entrata in vigore con le elezioni dipartimentali del 2015.
Comprendeva i comuni di:
- Allonnes
- Chaufour-Notre-Dame
- Fay
- Pruillé-le-Chétif
- Rouillon
- Saint-Georges-du-Bois